# 1990-es labdarúgó-világbajnokság-selejtező (UEFA – 7. csoport)
Az 1990-es labdarúgó-világbajnokság európai 7. selejtezőcsoportjának mérkőzéseit, és a csoport végeredményét tartalmazó lapja. A csoportban körmérkőzéses, oda-visszavágós rendszerben játszottak egymással a labdarúgó-válogatottak. A selejtezőket 1988. szeptember 21. és 1989. november 15. között rendezték. Az első két helyezett automatikus résztvevője lett az 1990-es labdarúgó-világbajnokságnak.
A csoportban Belgium, Csehszlovákia, Luxemburg, Portugália és Svájc szerepelt.
Belgium végzett az első helyen és kijutott az 1990-es világbajnokságra, a második helyet pedig Csehszlovákia szerezte meg és szintén kijutott a világbajnokságra.

## Tabella
| Hely. | Csapat        | M | Gy | D | V | G+ | G– | Gk  | P  | Továbbjutás                          |     | Belgium | Csehszlovákia | Portugália | Svájc | Luxemburg |
| ----- | ------------- | - | -- | - | - | -- | -- | --- | -- | ------------------------------------ | --- | ------- | ------------- | ---------- | ----- | --------- |
| 1.    | Belgium       | 8 | 4  | 4 | 0 | 15 | 5  | +10 | 12 | Kijutott az 1990-es világbajnokságra |     | —       | 2–1           | 3–0        | 1–0   | 1–1       |
| 2.    | Csehszlovákia | 8 | 5  | 2 | 1 | 13 | 3  | +10 | 12 | Kijutott az 1990-es világbajnokságra |     | 0–0     | —             | 2–1        | 3–0   | 4–0       |
| 3.    | Portugália    | 8 | 4  | 2 | 2 | 11 | 8  | +3  | 10 |                                      |     | 1–1     | 0–0           | —          | 3–1   | 1–0       |
| 4.    | Svájc         | 8 | 2  | 1 | 5 | 10 | 14 | −4  | 5  |                                      | 2–2 | 0–1     | 1–2           | —          | 2–1   |           |
| 5.    | Luxemburg     | 8 | 0  | 1 | 7 | 3  | 22 | −19 | 1  |                                      | 0–5 | 0–2     | 0–3           | 1–4        | —     |           |

## Mérkőzések
| 1988. szeptember 21. |

| Luxemburg   | 1 – 4       | Svájc                                                    |
| ----------- | ----------- | -------------------------------------------------------- |
| Langers 80' | Jegyzőkönyv | A. Sutter 1' Türkyılmaz 21' (11-esből) 53' B. Sutter 28' |

| Stade Municipal, Luxembourg Nézőszám: 2,092 Játékvezető: Ignace van Swieten (holland) |

| 1988. október 18. |

| Luxemburg | 0 – 2       | Csehszlovákia          |
| --------- | ----------- | ---------------------- |
|           | Jegyzőkönyv | Hašek 25' Chovanec 35' |

| Stade de la Frontière, Esch-sur-Alzette Nézőszám: 1,826 Játékvezető: Dusan Čolić (jugoszláv) |

| 1988. október 19. |

| Belgium      | 1 – 0       | Svájc |
| ------------ | ----------- | ----- |
| Vervoort 30' | Jegyzőkönyv |       |

| Heysel stadion, Brüsszel Nézőszám: 14,450 Játékvezető: David Syme (skót) |

| 1988. november 16. |

| Csehszlovákia | 0 – 0       | Belgium |
| ------------- | ----------- | ------- |
|               | Jegyzőkönyv |         |

| Tehelné pole, Pozsony Nézőszám: 47,182 Játékvezető: Neil Midgley (angol) |

| 1988. november 16. |

| Portugália | 1 – 0       | Luxemburg |
| ---------- | ----------- | --------- |
| Gomes 31'  | Jegyzőkönyv |           |

| Estádio do Bessa, Porto Nézőszám: 5,925 Játékvezető: Michael Caulfield (északír) |

| 1989. február 15. |

| Portugália  | 1 – 1       | Belgium            |
| ----------- | ----------- | ------------------ |
| Paneira 53' | Jegyzőkönyv | van der Linden 84' |

| Estádio da Luz, Lisszabon Nézőszám: 43,501 Játékvezető: Gérard Biguet (francia) |

| 1989. április 26. |

| Portugália                          | 3 – 1       | Svájc     |
| ----------------------------------- | ----------- | --------- |
| João Pinto 48' Rosa 56' Paneira 69' | Jegyzőkönyv | Zuffi 64' |

| Estádio da Luz, Lisszabon Nézőszám: 18,460 Játékvezető: Allan Gunn (angol) |

| 1989. április 29. |

| Belgium         | 2 – 1       | Csehszlovákia |
| --------------- | ----------- | ------------- |
| Degryse 29' 77' | Jegyzőkönyv | Luhový 41'    |

| Heysel stadion, Brüsszel Nézőszám: 34,612 Játékvezető: Emilio Soriano Aladrén (spanyol) |

| 1989. május 9. |

| Csehszlovákia                       | 4 – 0       | Luxemburg |
| ----------------------------------- | ----------- | --------- |
| Griga 6' Skuhravý 76' 84' Bílek 81' | Jegyzőkönyv |           |

| Letná Stadion, Prága Nézőszám: 16,350 Játékvezető: Thomas Donnelly (északír) |

| 1989. június 1. |

| Luxemburg | 0 – 5       | Belgium                                     |
| --------- | ----------- | ------------------------------------------- |
|           | Jegyzőkönyv | van der Linden 13' 52' 62' 89' Vervoort 64' |

| Stade Grimonprez Jooris, Lille Nézőszám: 9,100 Játékvezető: Boriszlav Alexandrov (bolgár) |

| 1989. június 7. |

| Svájc | 0 – 1       | Csehszlovákia |
| ----- | ----------- | ------------- |
|       | Jegyzőkönyv | Skuhravý 22'  |

| Wankdorfstadion, Bern Nézőszám: 33,000 Játékvezető: Helmut Kohl (osztrák) |

| 1989. szeptember 6. |

| Belgium                              | 3 – 0       | Portugália |
| ------------------------------------ | ----------- | ---------- |
| Ceulemans 34' van der Linden 59' 69' | Jegyzőkönyv |            |

| Heysel stadion, Brüsszel Nézőszám: 28,250 Játékvezető: Alekszej Szpirin (szovjet) |

| 1989. szeptember 20. |

| Svájc                     | 1 – 2       | Portugália                     |
| ------------------------- | ----------- | ------------------------------ |
| Türkyılmaz 28' (11-esből) | Jegyzőkönyv | Futre 74' (11-esből) Águas 77' |

| Stade de la Maladière, Neuchâtel Nézőszám: 18,400 Játékvezető: Jórgosz Kukulákisz (görög) |

| 1989. október 6. |

| Csehszlovákia            | 2 – 1       | Portugália |
| ------------------------ | ----------- | ---------- |
| Bilek 11' (11-esből) 82' | Jegyzőkönyv | Águas 74'  |

| Letná Stadion, Prága Nézőszám: 29,809 Játékvezető: Aron Schmidhuber (nyugatnémet) |

| 1989. október 11. |

| Luxemburg | 0 – 3       | Portugália               |
| --------- | ----------- | ------------------------ |
|           | Jegyzőkönyv | Águas 43' 53' Barros 72' |

| Ludwigspark stadion, Saarbrücken Nézőszám: 1,800 Játékvezető: John Purcell (ír) |

| 1989. október 11. |

| Svájc                   | 2 – 2       | Belgium                        |
| ----------------------- | ----------- | ------------------------------ |
| Knup 50' Türkyılmaz 68' | Jegyzőkönyv | Degryse 58' Geiger 73' (öngól) |

| St. Jakob stadion, Bázel Nézőszám: 5,000 Játékvezető: Hartmann Lajos (magyar) |

| 1989. október 25. |

| Csehszlovákia                       | 3 – 0       | Svájc |
| ----------------------------------- | ----------- | ----- |
| Skuhravý 17' Bílek 86' Moravčik 88' | Jegyzőkönyv |       |

| Letná Stadion, Prága Nézőszám: 33,759 Játékvezető: Eeko Aho (finn) |

| 1989. október 25. |

| Belgium     | 1 – 1       | Luxemburg   |
| ----------- | ----------- | ----------- |
| Versavel 7' | Jegyzőkönyv | Hellers 88' |

| Heysel stadion, Brüsszel Nézőszám: 11,600 Játékvezető: Guðmundur Haraldsson (izlandi) |

| 1989. november 15. |

| Portugália | 0 – 0       | Csehszlovákia |
| ---------- | ----------- | ------------- |
|            | Jegyzőkönyv |               |

| Estádio da Luz, Lisszabon Nézőszám: 40,000 Játékvezető: David Syme (skót) |

| 1989. november 15. |

| Svájc                     | 2 – 1       | Luxemburg  |
| ------------------------- | ----------- | ---------- |
| Bonvin 54' Türkyılmaz 62' | Jegyzőkönyv | Malget 14' |

| Espenmoos, St. Gallen Nézőszám: 2,500 Játékvezető: Ovadia Ben Itzhak (izraeli) |

## Góllövőlista
| 7 gólos - Marc Van Der Linden 5 gólos - Kubilay Türkyılmaz 4 gólos - Michal Bílek - Tomáš Skuhravý - Rui Águas 3 gólos - Marc Degryse 2 gólos - Patrick Vervoort - Vítor Paneira 1 gólos - Jan Ceulemans - Bruno Versavel | - Jozef Chovanec - Stanislav Griga - Ivan Hašek - Milan Luhový - Ľubomír Moravčík - Guy Hellers - Robby Langers - Théo Malget - Rui Barros - Paulo Futre - Fernando Gomes - João Pinto - Frederico Rosa - Christophe Bonvin - Adrian Knup - Alain Sutter - Beat Sutter - Dario Zuffi 1 öngólos - Alain Geiger (Belgium ellen) |